# Бахилова Поляна
Бахилова Поляна — село в Самарской области на правом берегу Волги в пределах Жигулёвского заповедника. Входит в состав городского округа Жигулёвск.

## История
Посёлок был образован во времена строительства Жигулёвской ГЭС.
В посёлке находились леспромхоз — база по переработке древесины, а также бывший пионерский лагерь «Жигулёвский Артек».
В посёлке располагается дирекция и руководство Жигулёвского заповедника.
Многие жители Тольятти и Жигулёвска используют его как место постоянного проживания. Кроме того, в посёлке находится садоводческое товарищество «Волжанка».
В 1992 году тольяттинский художник Владимир Сабаев, любивший бывать в Бахиловой Поляне, где он черпал творческое вдохновение, изобразил село в картине «Зимнее солнце».

## Население
| 2010 |
| ---- |
| 138  |

- Вид на посёлок с полуострова Копылово осенью
- Берег Волги у Графского родника, Бахилова Поляна
- Графский родник